# Horst Karsten
Horst Karsten (* 1. Januar 1936 in Elsfleth) ist ein ehemaliger deutscher Vielseitigkeitsreiter, der bei drei Olympiastarts zwei Medaillen gewann.
Horst Karsten begann 1956 mit der Vielseitigkeitsreiterei. 1964 konnte er sich zusammen mit Fritz Ligges und Gerhard Schulz für die gesamtdeutsche Mannschaft bei den Olympischen Spielen 1964 qualifizieren. Diese Equipe war eine der wenigen Mannschaften innerhalb des Olympiaaufgebotes,  die wirklich gesamtdeutsch aufgestellt waren, der Niedersachse Horst Karsten und der Westfale Fritz Ligges waren Landwirte aus der Bundesrepublik Deutschland, Gerhard Schulz gehörte der berittenen Grenzpolizei der Deutschen Demokratischen Republik an. In Tokio belegte Horst Karsten auf Condora den sechsten Platz in der Einzelwertung. Gemeinsam gewannen die drei Reiter die Bronzemedaille in der Mannschaftswertung hinter den Teams aus Italien und aus den Vereinigten Staaten.
Nach dem Ende der gesamtdeutschen Mannschaft vertrat Horst Karsten auf Adagio zusammen mit Jochen Mehrdorf und Klaus Wagner die Bundesrepublik Deutschland bei den Olympischen Spielen 1968 in Mexiko-Stadt. Als bestplatzierter deutscher Reiter reihte sich Horst Karsten auf Rang 11 ein, die Equipe belegte den fünften Platz. Bei den Olympischen Spielen 1972 in München war Karsten mit Sioux für die deutsche Mannschaft nominiert. Er ging in der Dressurwertung in Führung, musste aber beim Geländeritt aufgeben. Zusammen mit Karl Schultz, Harry Klugmann und Lutz Goessing erhielt Horst Karsten in der Mannschaftswertung die Bronzemedaille hinter den Teams aus dem Vereinigten Königreich und aus den Vereinigten Staaten. 1974 gewann Horst Karsten mit der deutschen Mannschaft Bronze bei der Weltmeisterschaft. 1965, 1973 und 1977 erhielt Horst Karsten jeweils die Bronzemedaille in der Einzelwertung bei der Europameisterschaft. In der Mannschaftswertung gewann er 1973 Gold, 1977 Silber und 1969 sowie 1975 Bronze.
Horst Karsten gehörte dem Reiterverein Ganderkesee an. Er gewann den Deutschen Meistertitel in den Jahren 1963, 1965, 1973, 1977 und 1981. 1963 gelang ihm der Sieg auf Condora, dahinter belegte er auf Hanko auch den zweiten Platz. Nachdem er bei 14 internationalen Meisterschaften Mitglied der deutschen Mannschaft gewesen war, übernahm Horst Karsten 1986 das Amt des Bundestrainers. In seiner Amtszeit gewann die deutsche Vielseitigkeitsreiter-Equipe Gold bei den Olympischen Spielen 1988 und Bronze bei den Olympischen Spielen 1992 sowie bei den Weltmeisterschaften 1990 und 1994.
Im März 1989 wurde ihm der Titel „Reitmeister“ verliehen. 2007 wurde Horst Karsten als erster Deutscher in die Hall of Fame der internationalen Vereinigung der Vielseitigkeitsreiter aufgenommen.
Außerdem wurde er am 11. Dezember 1964 mit dem Silbernen Lorbeerblatt ausgezeichnet.